# Galileo (svemirska letjelica)
Galileo, NASA-ina svemirska letjelica namijenjena istraživanju Jupitera i njegovih mjeseca, aktivna od 1995. do 2003. Ime je dobila po talijanskom astronomu Galileju Galilei. Lansirana je 18. listopada 1989. tijekom misije STS-34 Space Shuttlea Atlantis. Do Jupitera je stigla 7. prosinca 1995. nakon gravitacijskih praćki pomoću Zemlje i Venere.
Unatoč problemima s antenom, Galileo je izveo prvi prelet asteroida 951 Gaspra, otkrio prvi asteroidni mjesec oko 243 Ide te lansirao sondu u Jupiterovu atmosferu. Osim toga, proučavao je sastav Jupiterove atmosfere, Ijin vulkanizam, interakciju plazme između njihovih atmosfera te je proveo mapiranje Jupiterove magnetosfere. Podaci dobiveni od Galilea podržali su i teorije o tekućim oceanima ispod ledene površine Europe dok su se slične indicije pojavile i po pitanju Ganimeda i Kalista.
Misija je okončana 21. rujna 2003., 14 godina nakon lansiranja i 8 u Jovijanskom sustavu, kontroliranim deorbitiranjem u Jupiterovu atmosferu.